# Aleksandrovac (Vranje)
Pour les articles homonymes, voir Aleksandrovac (homonymie).
Aleksandrovac (en serbe cyrillique : Александровац) est un village de Serbie situé sur le territoire de la Ville de Vranje, district de Pčinja. Au recensement de 2011, il comptait 494 habitants.
Un autre village portant le nom d'Aleksandrovac est situé à proximité.

## Démographie

### Évolution historique de la population
| 1948 | 1953 | 1961 | 1971 | 1981 | 1991 | 2002 | 2011 |
| ---- | ---- | ---- | ---- | ---- | ---- | ---- | ---- |
| 460  | 488  | 479  | 443  | 421  | 501  | 527  | 494  |

|  |